# 豆田正明
豆田 正明（まめだ まさあき、1944年（昭和19年）6月20日 - 2025年7月11日）は、日本の政治家。元兵庫県赤穂市長（3期）。

## 来歴
兵庫県赤穂市出身。1967年3月、関西学院大学法学部卒業。同年4月、赤穂市役所に入所。1999年4月、赤穂市助役に就任。2002年8月、助役を退任。
2003年1月19日に行われた赤穂市長選挙に無所属で出馬し、初当選。同年1月27日に市長就任。2007年に2期目の当選。2011年に3期目の当選。2015年1月18日に行われた赤穂市長選挙に立候補せず、退任。同年11月、旭日小綬章受章。
2025年7月11日、肺がんのため赤穂市内の病院で死去。81歳没。